# Sonný Lára Þráinsdóttir
Sonný Lára Þráinsdóttir (* 9. Dezember 1986) ist eine isländische ehemalige Fußballtorhüterin, die 2016 erstmals für die isländische Fußballnationalmannschaft der Frauen spielte und mit dieser als Ersatztorhüterin an der Europameisterschaft 2017 teilnahm. Von 2014  bis 2020 war sie Stammtorhüterin bei Breiðablik Kópavogur.

## Karriere

### Vereine
Sonný Lára spielte erstmals am 13. Juli 2002 mit 15 Jahren für Fjölnir Reykjavík als Feldspielerin in der zweiten isländischen Liga der Frauen, wurde aber zur zweiten Halbzeit ausgewechselt. Es blieb ihr einziger Einsatz in der Saison. Zwei Jahre später stand sie bei fünf Zweitligaspielen im Tor, blieb dabei aber nie ohne Gegentor. Auch 2005 hatte sie fünf Einsätze, bei denen sie viermal kein Tor kassierte.  In den nächsten Jahren nahm die Zahl ihrer Einsätze kontinuierlich zu und in der Saison 2006 gelang ihr mit Fjölnir der Aufstieg in die erste Liga. In den folgenden Jahren konnte als Drittletzter der Platz in der Liga behauptet werden, 2009 als Spielgemeinschaft Afturelding/Fjölnir nach dem Abstieg 2008. 2010 folgte ein kurzes Engagement beim Aufsteiger Haukar Hafnarfjörður, der aber sofort wieder abstieg, sodass sie zu Fjölnir zurückkehrte, spielte aber auch mit Fjölnir wieder in der zweiten Liga. 2013 erzielte sie sogar fünf Tore für Fjölnir. Zur Saison 2014 wechselte sie dann zum Rekordmeister Breiðablik Kópavogur, wo sie sofort als Nachfolgerin von Mist Elíasdóttir, die zu UMF Afturelding gewechselt war, Stammtorhüterin wurde. Mit Breiðablik gewann sie 2015, 2018 und 2020 die Meisterschaft sowie 2016 und 2018 den Pokal und viermal den Super-Pokal.
Auf europäischer Ebene war sie erstmals in der UEFA Women’s Champions League 2016/17 aktiv. Sie überstanden die Qualifikation, wo sie in zwei Spielen beim Turnier in Wales nur ein Gegentor kassierte, schieden dann aber im Sechzehntelfinale durch ein einziges Tor gegen den FC Rosengård aus. In der Qualifikation für die UEFA Women’s Champions League 2019/20 konnten sie beim Turnier in Bosnien und Herzegowina alle drei Spiele gewinnen und sie musste bei 18 Toren ihrer Mannschaft nur zwei kassieren. Im Sechzehntelfinale gegen Sparta Prag stand sie nur beim 3:2-Heimsieg im Tor. Da ihre Mitspielerinnen auch das Rückspiel gewannen, standen sie im Achtelfinale. Hier verloren ihre Mitspielerinnen ohne sie das Heimspiel gegen Paris Saint-Germain mit 0:4. Im Rückspiel kassierte sie zwar ein Tor weniger, ihre Mitspielerinnen konnten aber nur eins mehr als im Hinspiel erzielen. 
Im Januar 2021 gab sie ihr Karriereende bekannt.

### Nationalmannschaften
Sonný Lára spielte nie für die isländischen Juniorinnen-Mannschaften der U-15 bis U-19, wurde aber beim Spiel der U-23-Mannschaft am 14. Januar 2015 gegen Polen zur zweiten Halbzeit eingewechselt. 13 Monate später, drei Monate nach ihrem 29. Geburtstag, spielte sie dann erstmals für die A-Nationalmannschaft – wieder gegen Polen und diesmal über 90 Minuten. Ihren nächsten Einsatz hatte sie beim Algarve-Cup 2016 bei der 1:4-Niederlage im Gruppenspiel gegen Dänemark, der einzigen Niederlage der Isländerinnen bei dem Turnier. In den folgenden Jahren hatte sie bei jedem Algarve-Cup einen Einsatz sowie zwei Einsätze in normalen Freundschaftsspielen, aber bisher in keinem Pflichtspiel. Sie wurde zwar auch für die EM-Endrunde 2017 nominiert, war dort aber nur dritte Torhüterin und wurde nicht eingesetzt. Auch nach der misslungenen  Qualifikation für die WM 2019, bei der sie nur einmal auf der Bank saß, rückte sie nur zur zweiten Torhüterin auf. In der Qualifikation für die EM 2022 saß sie daher siebenmal nur auf der Bank. Als einer der drei besten Gruppenzweiten konnten sich die Isländerinnen zum vierten Mal für die EM-Endrunde qualifizieren.

## Erfolge
- Isländische Meisterin: 2015, 2018, 2020
- Isländische Pokalsiegerin: 2016, 2018
- Isländische Superpokalsiegerin: 2014, 2016, 2017, 2019